# Челси-Корт
Челси-Корт (Chelsea Court, 爵悅庭) — жилой небоскрёб, расположенный в гонконгском районе Чхюньвань. Построен в 2005 году девелопером Sun Hung Kai Properties на месте бывшей фабрики прохладительных напитков Swire Cola в стиле модернизма. Комплекс состоит из трёх башен, в которых насчитывается 1 624 квартиры повышенной комфортности (с верхних этажей открывается вид на гору Таймошань и пролив Рамблер, который отделяет Новые Территории от острова Цинъи).
Северная и западная башни Челси-Корт имеют 59 этажей (215 м), а южная башня — 51 этаж (182 м). В 4-этажном подиуме расположены автомобильный паркинг на 300 мест, спортивный зал, магазины и рестораны. Рядом с небоскрёбом Челси-Корт расположены высотные комплексы Инди-хоум, Нина-тауэр, Вижн-Сити и торговый центр Citywalk.

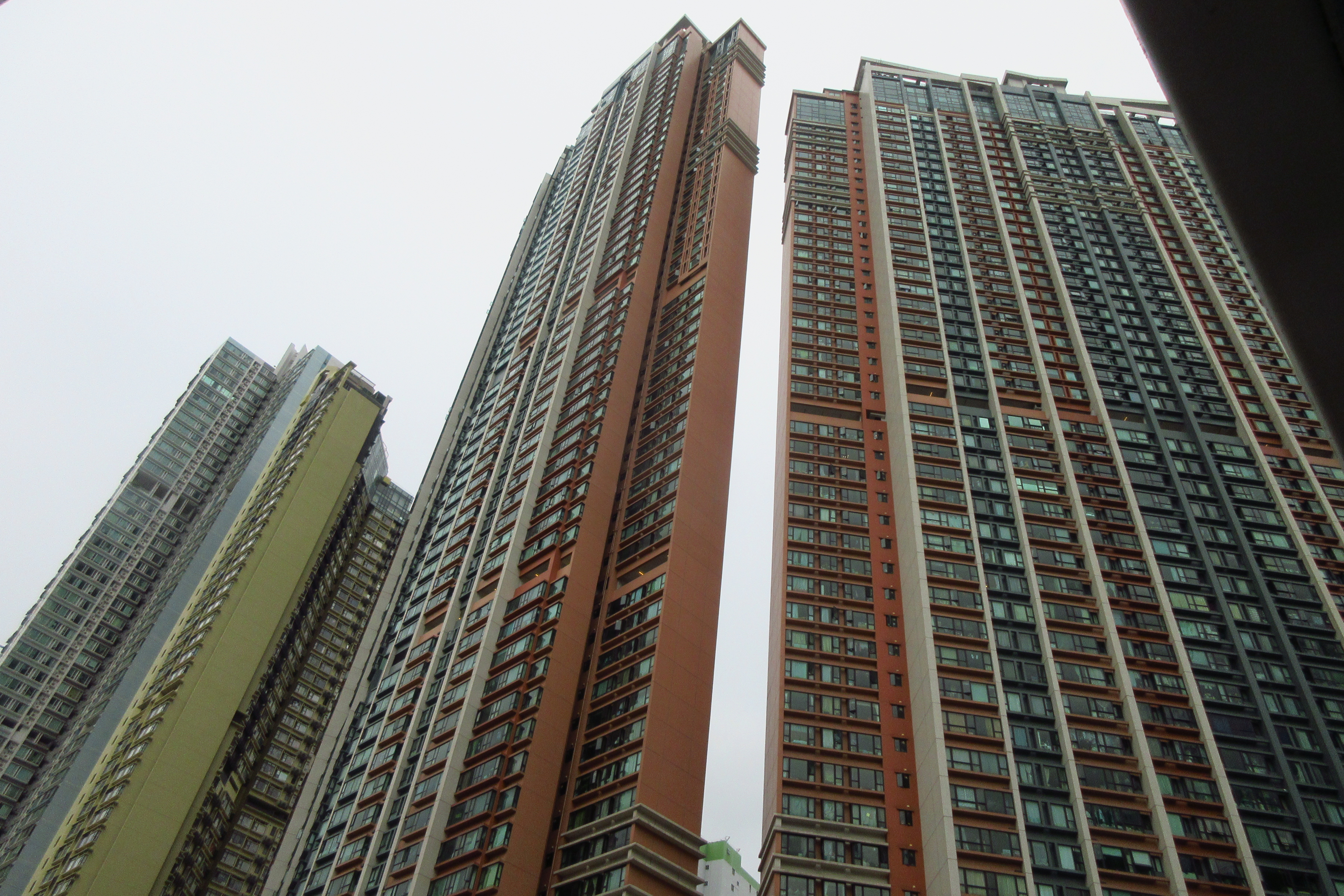
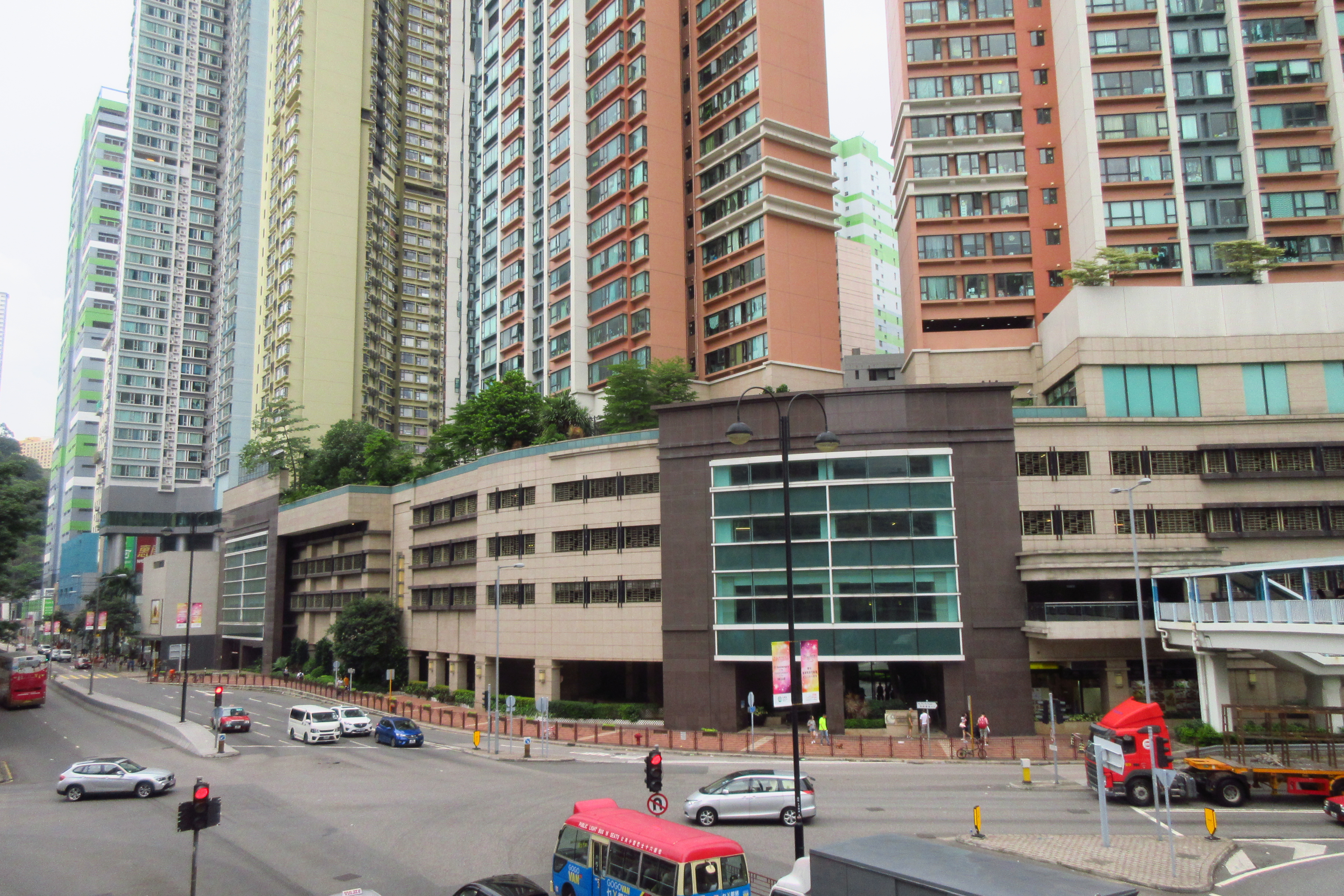
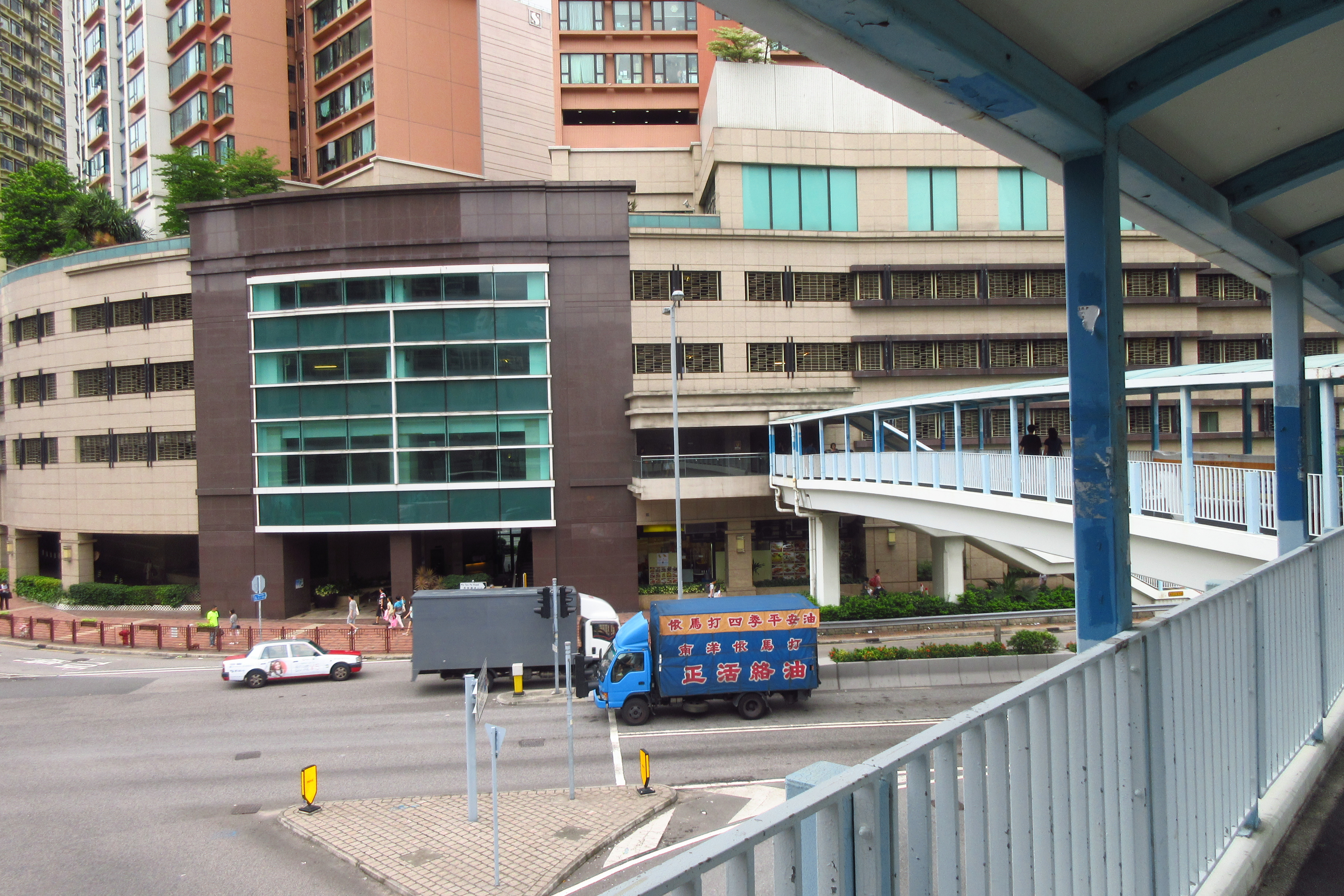